# Nuoto ai Giochi della VIII Olimpiade

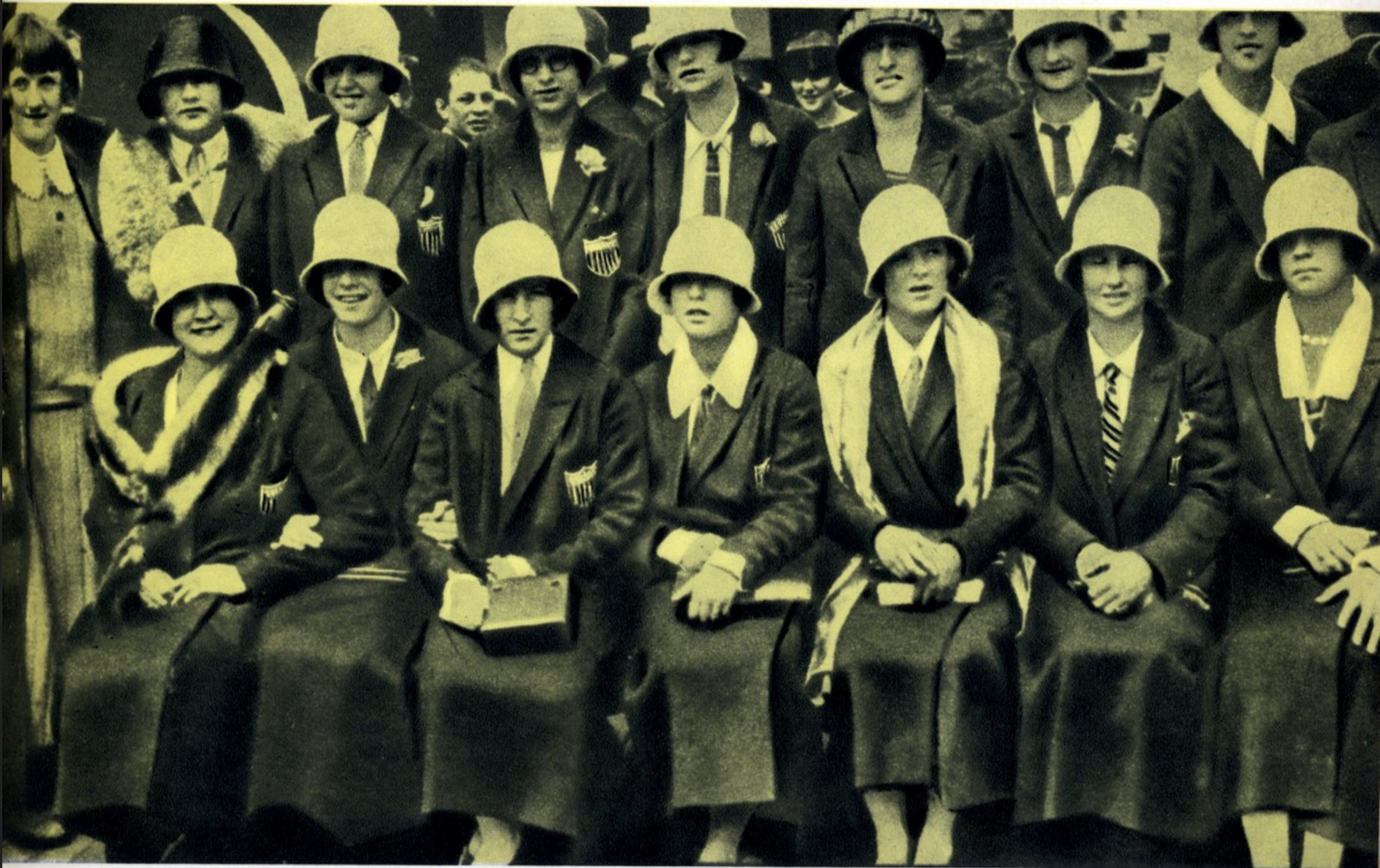
La squadre delle nuotatrici statunitensi che ha partecipato ai Giochi.

Le gare di nuoto ai Giochi della VIII Olimpiade vennero disputate dal 13 al 20 luglio 1924 nella Piscine de Tourelles, impianto presso il quale, per la prima volta, si gareggiò in una vasca da 50 metri.
Come nell'edizione precedente, gli Stati Uniti si imposero come miglior nazione, conquistando nove titoli sugli undici in programma, e 19 medaglie totali. L'atleta più titolato fu Johnny Weissmuller, con due ori individuali e uno in staffetta.

## Programma
Le gare in programma passarono dalle 10 disputate ad Anversa 1920 a 11. Vennero introdotti i 100 metri dorso e i 200 rana anche al femminile, e vennero aboliti i 400 metri rana maschili e i 300 stile libero femminili, questi ultimi sostituiti da una gara sui 400 metri.
| H 10:30 | 1500 m SL M            |                        | 200 m rana M           | 100 m dorso M                        | 400 m SL M 100 dorso M | 4x100 m SL F 4x200 m SL M                          | 100 m SL M (h 10:00)                | 100 m SL F 4x200 m SL M             |
| H 15:00 | 1500 m SL M 400 m SL F | 1500 m SL M 400 m SL F | 1500 m SL M 400 m SL F | 200 m rana M 200 m rana F 400 m SL M | 200 m rana M           | 400 m SL M 4x200 m SL M 100 m dorso M 200 m rana F | 100 m SL M 100 m SL F 100 m dorso F | 100 m SL M 100 m SL F 100 m dorso F |
| Finali  | -                      | -                      | 2                      | -                                    | 1                      | 4                                                  | -                                   | 4                                   |

NB: le finali sono indicate in grassetto.

## Nazioni e partecipanti
Parteciparono alle gare 169 atleti, provenienti da 23 nazioni. Gli uomini furono 118 e le donne 51. Le rappresentative più numerose furono quella britannica e quella statunitense con 26 partecipanti, seguite dai padroni di casa della Francia (20 atleti al via).
- Argentina (4)
- Australia (5)
- Belgio (6)
- Canada (2)
- Danimarca (4)
- Cecoslovacchia (9)
- Finlandia (2)
- Francia (20)

- Giappone (6)
- Gran Bretagna (26)
- Grecia (1)
- Italia (6)
- Jugoslavia
- Lussemburgo (4)
- Norvegia (1)
- Nuova Zelanda (2)

- Paesi Bassi (12)
- Portogallo (1)
- Spagna (4)
- Stati Uniti (26)
- Svezia (14)
- Svizzera (2)
- Ungheria (6)

## Podi

### Uomini
| Evento                          | Oro                                                                     | Perform. | Argento                                                             | Perform. | Bronzo                                              | Perform. |
| Stile libero                    |                                                                         |          |                                                                     |          |                                                     |          |
| 100 m (dettagli)                | Johnny Weissmuller                                                      | 59"0     | Duke Kahanamoku                                                     | 1'01"4   | Samuel Kahanamoku                                   | 1'01"8   |
| 400 m (dettagli)                | Johnny Weissmuller                                                      | 5'04"2   | Arne Borg                                                           | 5'05"6   | Boy Charlton                                        | 5'06"6   |
| 1500 m (dettagli)               | Boy Charlton                                                            | 20'06"6  | Arne Borg                                                           | 20'41"4  | Frank Beaurepaire                                   | 21'48"4  |
| Dorso                           |                                                                         |          |                                                                     |          |                                                     |          |
| 100 m (dettagli)                | Warren Kealoha                                                          | 1'13"2   | Paul Wyatt                                                          | 1'15"4   | Károly Bartha                                       | 1'17"8   |
| Rana                            |                                                                         |          |                                                                     |          |                                                     |          |
| 200 m (dettagli)                | Robert Skelton                                                          | 2'56"6   | Joseph De Combe                                                     | 2'59"2   | William Kirschbaum                                  | 3'01"0   |
| Staffette                       |                                                                         |          |                                                                     |          |                                                     |          |
| 4x200 m stile libero (dettagli) | Stati Uniti Ralph Breyer Wally O'Connor Harry Glancy Johnny Weissmuller | 9'53"4   | Australia Moss Christie Frank Beaurepaire Ernest Henry Boy Charlton | 10'02"2  | Svezia Åke Borg Arne Borg Orvar Trolle Georg Werner | 10'06"8  |

### Donne
| Evento                          | Oro                                                                         | Perform. | Argento                                                              | Perform. | Bronzo                                                         | Perform. |
| Stile libero                    |                                                                             |          |                                                                      |          |                                                                |          |
| 100 m (dettagli)                | Ethel Lackie                                                                | 1'12"4   | Mariechen Wehselau                                                   | 1'12"8   | Gertrude Ederle                                                | 1'14"2   |
| 400 m (dettagli)                | Martha Norelius                                                             | 6'02"2   | Helen Wainwright                                                     | 6'03"8   | Gertrude Ederle                                                | 6'04"8   |
| Dorso                           |                                                                             |          |                                                                      |          |                                                                |          |
| 100 m (dettagli)                | Sybil Bauer                                                                 | 1'23"2   | Phyllis Harding                                                      | 1'27"4   | Aileen Riggin                                                  | 1'28"2   |
| Rana                            |                                                                             |          |                                                                      |          |                                                                |          |
| 200 m (dettagli)                | Lucy Morton                                                                 | 3'33"2   | Agnes Geraghty                                                       | 3'34"0   | Gladys Carson                                                  | 3'35"4   |
| Staffette                       |                                                                             |          |                                                                      |          |                                                                |          |
| 4x100 m stile libero (dettagli) | Stati Uniti Gertrude Ederle Ethel Lackie Martha Norelius Euphrasia Donnelly | 4'58"8   | Gran Bretagna Florrie Barker Connie Jeans Grace McKenzie Vera Tanner | 5'17"0   | Svezia Aina Berg Gulli Ewerlund Hjördis Töpel Wivan Pettersson | 5'35"6   |

## Medagliere
| Posizione | Paese         | Oro | Argento | Bronzo | Totale |
| --------- | ------------- | --- | ------- | ------ | ------ |
| 1         | Stati Uniti   | 9   | 5       | 5      | 19     |
| 2         | Gran Bretagna | 1   | 2       | 1      | 4      |
| 3         | Australia     | 1   | 1       | 2      | 4      |
| 3         | Svezia        | 0   | 2       | 2      | 4      |
| 3         | Belgio        | 0   | 1       | 0      | 1      |
| 6         | Ungheria      | 0   | 0       | 1      | 1      |
| Totale    | Totale        | 11  | 11      | 11     | 33     |